# Lista de canções número um na Brasil Hot Pop Songs em 2012

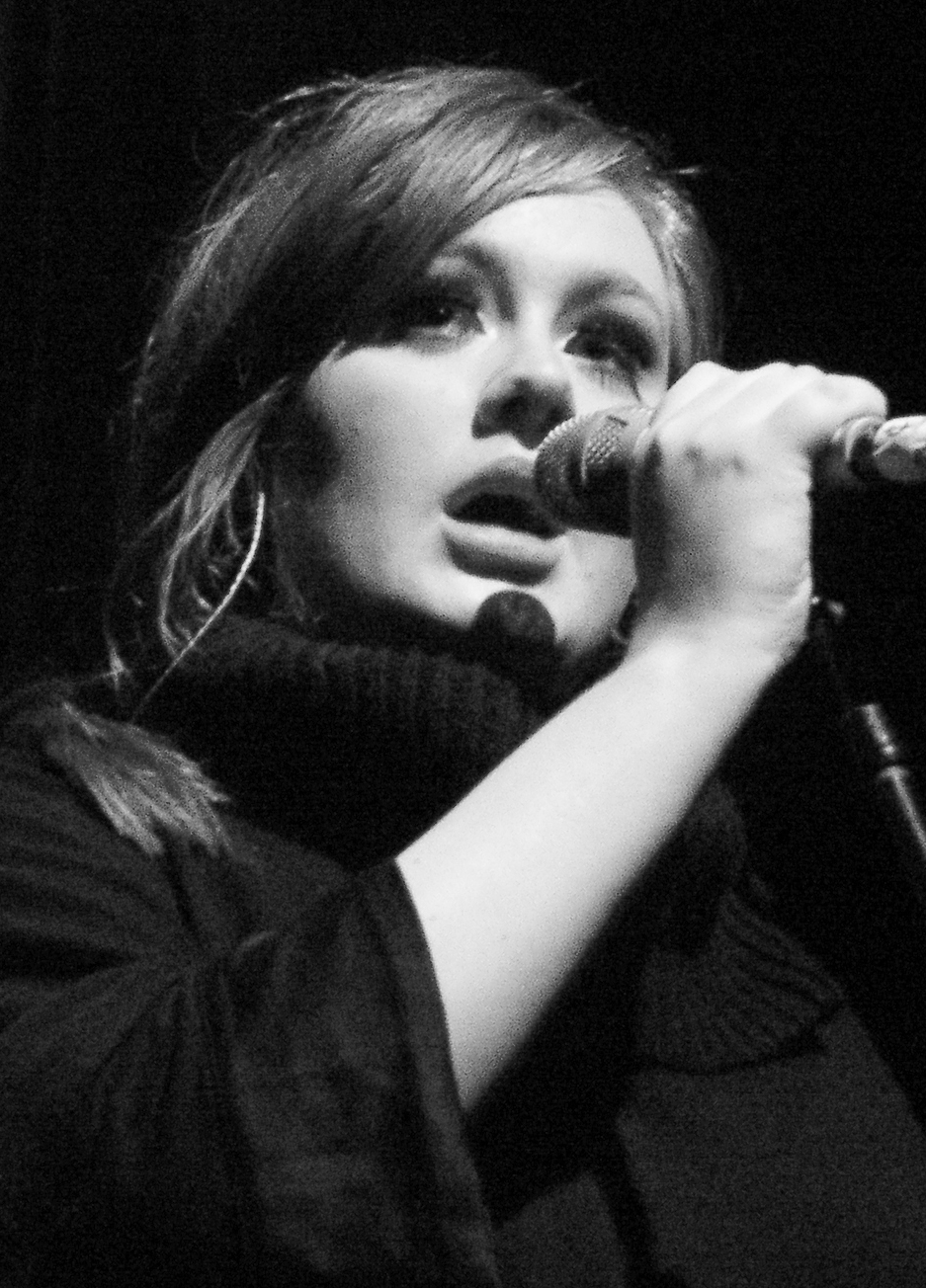
A britânica Adele foi quem ficou por mais tempo no topo da tabela em 2012, totalizando dez meses no primeiro lugar com "Someone like You" e "Set Fire to the Rain".

Esta é a lista de canções que atingiram o número um da tabela musical Brasil Hot Pop Songs em 2012. A lista é publicada mensalmente pela revista Billboard Brasil, que divulga as quarenta faixas mais executadas nas estações de rádios do Brasil a partir de dados recolhidos pela empresa Crowley Broadcast Analysis. As músicas, de repertório nacional e internacional, são avaliadas através da grade de segmento pop da companhia supracitada, que compreende as cidades de São Paulo, Rio de Janeiro, Campinas, Ribeirão Preto, Brasília, Belo Horizonte, Curitiba, Florianópolis, Porto Alegre, Salvador, Fortaleza, Recife, Goiânia e as do Triângulo Mineiro, além do Vale do Paraíba.
Em 2012, um conjunto de dois artistas, sendo ambos internacionais, e três canções alcançaram o primeiro lugar do periódico musical. A cantora britânica Adele encetou o decurso do ano com "Someone like You", que permaneceu na posição de janeiro a abril. "Set Fire to the Rain", da mesma artista, chegou ao topo em maio e permaneceu até outubro, totalizando dez meses em que a artista ficou no cume da tabela. Por fim, durante os meses de novembro e dezembro, Psy e "Gangnam Style" mantiveram-se no topo da Hot Pop Songs, terminando a trajetória das músicas pop mais tocadas no país daquele ano.

## Histórico
| Mês       | Canção                 | Artista | Referências |
| --------- | ---------------------- | ------- | ----------- |
| Janeiro   | "Someone like You"     | Adele   | [ 1 ]       |
| Fevereiro | "Someone like You"     | Adele   | [ 1 ]       |
| Março     | "Someone like You"     | Adele   | [ 2 ]       |
| Abril     | "Someone like You"     | Adele   | [ 3 ]       |
| Maio      | "Set Fire to the Rain" | Adele   | [ 4 ]       |
| Junho     | "Set Fire to the Rain" | Adele   | [ 5 ]       |
| Julho     | "Set Fire to the Rain" | Adele   | [ 6 ]       |
| Agosto    | "Set Fire to the Rain" | Adele   | [ 7 ]       |
| Setembro  | "Set Fire to the Rain" | Adele   | [ 8 ]       |
| Outubro   | "Set Fire to the Rain" | Adele   | [ 9 ]       |
| Novembro  | "Gangnam Style"        | Psy     | [ 10 ]      |
| Dezembro  | "Gangnam Style"        | Psy     | [ 11 ]      |